# Lijst van voetbalinterlands Chili - Italië
Deze lijst van voetbalinterlands is een overzicht van alle officiële voetbalwedstrijden tussen de nationale teams van Chili en Italië. De landen speelden tot op heden drie keer tegen elkaar.
De eerste ontmoeting tussen beide landen, een groepswedstrijd tijdens het Wereldkampioenschap voetbal 1962, werd gespeeld op 2 juni 1962 in Santiago. De wedstrijd is de geschiedenisboeken in gegaan als de Slag van Santiago. Het duel in het Estadio Nacional stond onder leiding van Ken Aston, een Brit uit Ilford. Vuistslagen, kopstoten en tackles op keelhoogte maakten de cruciale groepswedstrijd tot een gênant schouwspel. Aston riep tot twee keer toe de hulp van de Chileense politie in om de gemoederen op het veld tot bedaren te brengen. Ondanks de 2-0 overwinning van gastland Chili moest het leger na afloop voorkomen dat de aanstichters van het geweld, de Italianen, werden gemolesteerd door een menigte van tweeduizend Chilenen.
Het laatste duel, een groepswedstrijd tijdens het Wereldkampioenschap voetbal 1998, vond plaats op 11 juni 1998 in Bordeaux (Frankrijk).

## Wedstrijden
| № | Plaats     | Datum        | Competitie | Wedstrijd      | Uitslag |
| - | ---------- | ------------ | ---------- | -------------- | ------- |
| 1 | Santiago   | 2 juni 1962  | WK 1962    | Chili – Italië | 2 – 0   |
| 2 | Sunderland | 13 juli 1966 | WK 1966    | Chili – Italië | 0 – 2   |
| 3 | Bordeaux   | 11 juni 1998 | WK 1998    | Chili – Italië | 2 – 2   |

## Samenvatting
| Competitie   | Totaal gespeeld | Winst Chili | Gelijk | Winst Italië | Doelsaldo Chili – Italië |
| ------------ | --------------- | ----------- | ------ | ------------ | ------------------------ |
| WK-eindronde | 3               | 1           | 1      | 1            | 4 − 4                    |
| Totaal       | 3               | 1           | 1      | 1            | 4 − 4                    |

Wedstrijden bepaald door strafschoppen worden, in lijn met de FIFA, als een gelijkspel gerekend.

## Details

### Tweede ontmoeting
| WK 1966 (Sunderland, Verenigd Koninkrijk, 13 juli 1966): |              | |
| Chili | 0 – 2        | Italië |
| | goals        | 9' Alessandro Mazzola 88' Paolo Barison |
| Luis Álamos | bondscoach   | Edmondo Fabbri |
| Juan Olivares Luis Eyzaguirre Humberto Cruz Elias Figueroa Hugo Villanueva Ignacio Prieto Ruben Marcos Pedro Araya Armando Tobar Alberto Fouilloux Leonel Sanchez | opstellingen | Enrico Albertosi Tarcisio Burgnich Giacinto Facchetti Roberto Rosato Sandro Salvadore Giovanni Lodetti Marino Perani Giacomo Bulgarelli Alessandro Mazzola Gianni Rivera Paolo Barison |

### Derde ontmoeting
| WK 1998 (Bordeaux, Frankrijk, 11 juni 1998): |              | |
| Chili | 2 – 2        | Italië |
| Marcelo Salas 45+1' Marcelo Salas 49' | goals        | 10' Christian Vieri 85' (pen.) Roberto Baggio |
| Nelson Acosta | bondscoach   | Cesare Maldini |
| Nelson Tapia Ronald Fuentes Francisco Rojas Clarence Acuña 81' Javier Margas 62' Pedro Reyes Moisés Villaroel Fabián Estay 80' Nelson Parraguez Iván Zamorano Marcelo Salas | opstellingen | Gianluca Pagliuca Paolo Maldini Fabio Cannavaro Alessandro Nesta Alessandro Costacurta 60' Angelo Di Livio Dino Baggio Demetrio Albertini 56' Roberto Di Matteo Roberto Baggio 70' Christian Vieri |
| Miguel Ramírez 62' José Luis Sierra 80' Fernando Cornejo 81' | wissels      | 56' Luigi Di Biagio 60' Enrico Chiesa 70' Filippo Inzaghi |
| Nelson Parraguez 45' Clarence Acuña 51' Francisco Rojas 66' | gele kaarten | 8' Angelo Di Livio 31' Fabio Cannavaro |